# 10 Out of 10
10 Out of 10 è un brano del DJ e produttore olandese Oliver Heldens, realizzato in collaborazione con la cantante australiana Kylie Minogue. Pubblicato inizialmente il 5 aprile 2023 come singolo promozionale, il brano è stato successivamente inserito come traccia nel sedicesimo album in studio della Minogue, Tension (2023).

## Descrizione
La canzone è stata scritta da Heldens e Minogue insieme a James Abrahart, Liana Banks, Jackson Foote e Sarah Hudson, mentre la produzione è stata curata da Heldens, Foote e Duck Blackwell.
Dal punto di vista musicale, si tratta di un brano ritmato, influenzato da generi come synth-pop, house, disco, eurodance e dalla musica dance in generale, con richiami che spaziano dagli anni ’80 fino agli anni 2020. Secondo la critica, il ritornello e il testo rappresentano un omaggio alla cultura LGBT, in particolare alla scena ballroom e drag.

### Antefatti
Inizialmente concepito come un brano solista di Oliver Heldens, il pezzo è stato successivamente proposto alla Minogue: il suo team le ha inviato una versione demo, chiedendole di aggiungere la propria voce e di contribuire alla scrittura dei testi.
Una delle difficoltà maggiori nella realizzazione del brano è dovuto al fatto che le registrazioni avvennero a distanza, poiché Minogue non aveva mai collaborato prima con Heldens. Per portare a termine il brano, i due artisti si sono scambiati file audio (stems) via email, lavorando separatamente alla composizione e alla produzione.

## Pubblicazione
Heldens ha anticipato per la prima volta il brano il 2 aprile 2023, nell’episodio 457 del suo programma Heldeep Radio su YouTube. Tre giorni dopo, le etichette discografiche Kangarooli Tracks e RCA hanno distribuito la canzone come singolo promozionale, rendendola disponibile sulle piattaforme digitali e di streaming.
10 Out of 10 non era inizialmente destinata a far parte dell’album Tension di Kylie Minogue, ma l’artista ha accolto positivamente il brano, definendolo un “bel contributo” al progetto.
Nel Regno Unito, il singolo ha raggiunto la posizione numero 19 nella Single Sales and Download Chart. A livello internazionale, si è classificato al 132º posto in Bielorussia, al 138º in Estonia, al 116º in Lettonia e al 56º in Russia, secondo i dati di TopHit Radio.
L'8 dicembre 2023 è stata pubblicata la versione "extended" del brano, nella ri-edizione di Tension, intitolata Extension: The Extended Mixes.

## Tracce
1. 10 Out of 10 (featuring Kylie Minogue) – 2:50
2. 10 Out of 10 (featuring Kylie Minogue) [Extended Mix] – 4:00
3. 10 Out of 10 (featuring Kylie Minogue) [Marlon Hoffstadt aka DJ Daddy Trance remix] – 3:22